# Iveta Moukoutchian
Iveta Moukoutchian (en arménien : Իվետա Մուկուչյան) est une chanteuse arménienne née le 14 octobre 1986 à Erévan. Le 13 octobre 2015, elle est annoncée comme la prochaine représentante de l'Arménie au Concours Eurovision de la chanson 2016 qui se déroulera à Stockholm. Elle participe à la demi-finale, le 10 mai où elle est qualifiée pour la finale du 14 mai. Elle termine le concours à la 7e position avec 249 points.
Le 18 novembre 2022, Iveta est annoncée comme présentatrice du Concours Eurovision de la chanson junior 2022 qui a lieu à Erevan, capitale de l'Arménie, aux côtés de Garik Papoyan et de Karina Ignatyan.

## Biographie
Née en Arménie, Iveta Moukoutchian a émigré avec ses parents en Allemagne alors qu'elle n'avait que cinq ans. Elle ne retournera dans son pays natal que vingt ans plus tard.
Une fois à Erevan, la chanteuse (qui est également compositrice) démarre des études au conservatoire d'État. Un an plus tard, elle fait un retour en Allemagne pour participer à la version locale de The Voice.
En 2015, son single Simple like a Flower (« Simple comme une fleur » en français) est assorti d'un clip réalisé par le réalisateur allemand Silvio Rosenthal. Le single sort le 2 octobre 2015.
En 2016, elle est sélectionnée pour représenter l'Arménie au 61e Concours Eurovision de la Chanson, organisé à Stockholm, en Suède. La chanson qu'elle interprétera sur la scène du Globen Arena est le fruit d'une longue sélection. L'interprète a en effet reçu de nombreux titres, proposés depuis le Canada, les États-Unis, la Suède, l'Arménie et l'Allemagne. Finalement, Iveta hésite entre le titre suédois et l'arménien. Et c'est ce dernier, intitulé LoveWave, qu'elle a finalement choisi.

## Discographie

### Singles
| Titre                  | Année | Album             |
| ---------------------- | ----- | ----------------- |
| "Right Way to Love"    | 2012  | Non-album singles |
| "I'm falling"          | 2014  | Non-album singles |
| "Ari Yar"              | 2015  | Non-album singles |
| "Simple Like A Flower" | 2015  | IvaVerse          |
| "LoveWave"             | 2016  | Non-album singles |
| "Amena"                | 2016  | Non-album singles |
| "Hayastan Jan"         | 2017  | Non-album singles |
| "Depi Nor Irakanutyun" | 2017  | Non-album singles |

### Collaborations
| Année | Titre                                         | Album             |
| ----- | --------------------------------------------- | ----------------- |
| 2012  | "Freak" (Lazzaro feat. Iveta Mukuchyan)       | Non-album singles |
| 2014  | "Summer Rain" (Lazzaro feat. Iveta Mukuchyan) | Non-album singles |